# Sablia rupicapra
Sablia rupicapra là một loài bướm đêm trong họ Noctuidae.